# Коча, Дина
Дина Коча (рум. Dina Cocea; 27 ноября 1912, Бухарест — 28 октября 2008, там же) — румынская актриса

 театра, кино, телевидения, журналистка, педагог, профессор университета, ректор Национального университета театра и кино «И. Л. Караджале», театральный критик, Дипломат, представитель ЮНЕСКО. Заслуженный артист Румынии (1962).

## Биография
Родилась в семье писателя Николае Коча. Получив образование в области драматического искусства в Париже, Коча вернулась в Румынию, где дебютировала как актриса в 1934 году.
С 1934 г. снималась в кино.
Играла в Национальном театре Бухареста в течение 17 лет, работала режиссёром в Teatrul Nostru (1941—1949).
Преподавала драматическое искусство в Национальном университете театра и кино «И. Л. Караджале», была ректором (1952—1962).
Представляла Румынию на международных конгрессах ООН и ЮНЕСКО.
По некоторым данным состояла в близких связях с Герге Георгиу-Дежем.
Автор ряда обзоров и критических статей в местной и зарубежной специализированной прессе, книг по искусству театра.
Умерла от сердечного приступа примерно за месяц до своего 96-летия.
Похоронена на Кладбище Беллу с воинскими почестями. Имя Дины Коча в Румынии было нарицательным, её называли Mare Doamnă a Teatrului («Королева театра»).

## Избранная фильмография
- 1939 — O noapte de pomină
- 1964 — Cartierul Veseliei
- 1965 — Neamul Șoimăreștilor — Элизабета Мовилэ
- 1973 — Ciprian Porumbescu — сестра пастора Горгона
- 1973 — Cantemir
- 1975 — Штефан Великий – 1475 год  — Мара Бранкович
- 1975 — Mușchetarul român — леди Германштадт
- 1977 — Aurel Vlaicu — Аристицца Романеску
- 1980 — Iancu Jianu haiducul — мать Глафиры
- 1980 — Cântec pentru fiul meu
- 1992 — Atac în bibliotecă

## Награды
- Кавалер ордена Звезды Румынии (29 ноября 2002 года)[4]
- Орден Труда II степени (23 января 1953 года)[5]
- Орден «За заслуги перед культурой»[рум.] I класса (20 апреля 1971 года)[6]
- Орден «За заслуги перед культурой»[рум.] II класса (6 ноября 1967 года)[7]
- Заслуженный артист Румынии (1962 год)[8]
- Doctor honoris causa Национального университета театра и кино «И. Л. Караджале»